# Campo Novo do Parecis
Campo Novo do Parecis är en kommun i Brasilien.   Den ligger i delstaten Mato Grosso, i den centrala delen av landet, 1 100 km väster om huvudstaden Brasília. Antalet invånare är 27 574.
Trakten runt Campo Novo do Parecis består till största delen av jordbruksmark. Runt Campo Novo do Parecis är det mycket glesbefolkat, med 2 invånare per kvadratkilometer.